# Mountainboro (Alabama)
Mountainboro é uma cidade  localizada no estado americano do Alabama, no Condado de Etowah.

## Demografia
Segundo o censo americano de 2000, a sua população era de 338 habitantes.
Em 2006, foi estimada uma população de 333, um decréscimo de 5 (-1.5%).

## Geografia
De acordo com o United States Census Bureau, a localidade tem uma área de 2,1 km², sem área coberta por água.

## Localidades na vizinhança
O diagrama seguinte representa as localidades num raio de 16 km ao redor de Mountainboro.